# Almáchar
Almáchar é um município da Espanha na província de Málaga, comunidade autónoma da Andaluzia, de área 15 km² com população de 1892 habitantes (2004) e densidade populacional de 126,13 hab./km².

## Demografia
| Variação demográfica do município entre 1991 e 2004 | Variação demográfica do município entre 1991 e 2004 | Variação demográfica do município entre 1991 e 2004 | Variação demográfica do município entre 1991 e 2004 |
| --------------------------------------------------- | --------------------------------------------------- | --------------------------------------------------- | --------------------------------------------------- |
| 1991                                                | 1996                                                | 2001                                                | 2004                                                |
| 2010                                                | 1967                                                | 1928                                                | 1908                                                |